# Imta
Imta vagy Níbia (sumer ni2-bi-a) a gutik uralkodója volt a hosszú kronológia szerint az i. e. 23. század végén, a középső kronológia alapján az i. e. 22. század első felében, a rövid szerint annak harmadik harmadában. Pontos datálása lehetetlen, Erradupizir után egy ismeretlen nevű guti fejedelem regnált néhány évig, majd Imta következett, aki valószínűleg három évig uralkodott. Nevén és uralkodási idején kívül semmilyen információ nem maradt fenn róla.